# Nizozemski Deviški otoki
Nizozemski Deviški otoki je skupno ime za enklave, ki jih je imela Nizozemska zahodnoindijska družba na Deviških otokih. Območje je vodil direktor, katerega sedež ni bil stalen. Glavni razlog za ustanovitev kolonije tukaj je bil, da je strateško ležala med nizozemskimi kolonijami na jugu (Nizozemski Antili, Surinam) in Novo Nizozemsko. Na Nizozemsko zahodnoindijsko družbo je vplivala predvsem konkurenca iz Danske, Anglije in Španije. Leta 1680 so preostali otoki postali britanska kolonija.

## Zgodovina
Nizozemski gusar po imenu Joost van Dyk je organiziral prve stalne naselbine na ozemlju v Soper's Hole, na zahodnem koncu Tortole. Ni natančno znano, kdaj je prvič prišel na ozemlje, toda do leta 1615 je bila van Dykova naselbina zabeležena v španskih sodobnih zapisih, ki omenjajo njeno nedavno širitev. Trgoval je s Španci v Portoriku ter gojil bombaž in tobak.
Nekateri viri kažejo, da so prve naselbine na Deviških otokih ustvarili Španci, ki so kopali baker v rudniku bakra na Deviški Gordi, vendar ni nobenih arheoloških dokazov, ki bi podprli obstoj kakršne koli naselbine Špancev na otokih kadar koli. ali kakršno koli rudarjenje bakra na Deviški Gordi pred 19. stoletjem.
Do leta 1625 je nizozemska zahodnoindijska družba priznala van Dyka kot zasebnega "pokrovitelja" Tortole. Svoje dejavnosti je preselil v Road Town. Istega leta je van Dyk ponudil nekaj omejene (nevojaške) podpore nizozemskemu admiralu Boudewijnu Hendrickszu, ki je oplenil San Juan, Portoriko. Septembra 1625 so Španci v maščevanje izvedli popoln napad na otok Tortola, s čimer so opustošili njegovo obrambo in uničili njegove začetne naselbine. Sam Joost van Dyk je pobegnil na otok, ki bo kasneje nosil njegovo ime, in si tam ustvaril zavetje pred Španci. Kasneje se je preselil na otok sv. Tomaža, dokler Španci niso obupali in se vrnili v Portoriko.
Ne glede na špansko sovražnost je Nizozemska zahodnoindijska družba še vedno menila, da imajo Deviški otoki pomembno strateško vrednost, saj so se nahajali približno na pol poti med nizozemskimi kolonijami v Južni Ameriki (danes Surinam) in najpomembnejšo nizozemsko naselbino v Severni Ameriki, Novi Amsterdam (danes New York City ). Velika kamnita skladišča so bila zgrajena v Freebottomu blizu Port Purcella (vzhodno od Road Towna), z namenom, da bi ta skladišča olajšala izmenjavo tovora med Severno in Južno Ameriko.
V tem času so nizozemski naseljenci postavili nekaj manjših zemeljskih nasipov in utrdbo s tremi topovi nad skladiščem, na hribu, kjer bodo Angleži sčasoma zgradili Fort George . Zgradil je tudi leseno ograjo, ki je delovala kot razgledna točka nad Road Townom na mestu, ki je sčasoma postalo Fort Charlotte. Prav tako so namestili čete v španskem "dojonu" blizu Pockwood Ponda, ki je bil kasneje znan kot Fort Purcell, zdaj pa se običajno imenuje "Dungeon".
Leta 1631 je nizozemska zahodnoindijska družba izrazila zanimanje za baker, ki so ga odkrili na Virgin Gordi, in na tem otoku je bila ustanovljena naselbina, ki je postala znana kot "Little Dyk's" (zdaj znan kot Little Dix).
Leta 1640 je Španija napadla Tortolo v napadu, ki ga je vodil kapitan Lopez. Španci so leta 1646 in 1647 izvedli še dva napada na Tortolo, ki jih je vodil kapitan Francisco Vincente Duran. Španci so zasidrali vojaško ladjo v Soper's Hole na West Endu in izkrcali ljudi na obalo. Nato so poslali drugo vojaško ladjo, da blokira Road Harbour. Potem ko je ekipa izvidnikov vrnila varno poročilo, so Španci izkrcali več mož in peš napadli Fort Purcell po kopnem. Nizozemce so pobili, španski vojaki pa so se nato preselili v Road Town, kjer so vse pobili in uničili naselje. Očitno niso napadli manjših naselij višje ob obali v Baugherjevem zalivu ali na Virgin Gordi.

### Propad Nizozemske zahodnoindijske družbe
Naselbine na koncu niso bile gospodarsko uspešne in dokazi kažejo, da so Nizozemci večino svojega časa preživeli bolj dobičkonosno trgovanje v zasebnem imenu kot pa trgovanju za družbo. Pomanjkanje blaginje ozemlja se je zrcalilo v pomanjkanju komercialnega uspeha Nizozemske zahodnoindijske družbe kot celote.
Podjetje je spremenilo svojo politiko in poskušalo otoke, kot sta Tortola in Deviška Gorda, prepustiti zasebnikom za naselitev in ustanovitev suženjskih plantaž. Otok Tortola je bil nazadnje prodan Willemu Hunthumu na neki točki v petdesetih letih 16. stoletja, takrat pa se je zanimanje nizozemske zahodnoindijske družbe za ozemlje dejansko končalo.
Leta 1665 je nizozemske naseljence na Tortoli napadel britanski zasebnik John Wentworth, za katerega je zapisano, da je ujel 67 sužnjev, ki so bili odpeljani na Bermude. To je prvi uradni zapis o obstoju sužnjev na ozemlju.
Pozneje, leta 1666, so se pojavila poročila, da je številne nizozemske naseljence pregnal dotok britanskih »razbojnikov in piratov«, čeprav je jasno, da je nekaj Nizozemcev ostalo. Velika Britanija je otoke odvzela Nizozemcem kot del tretje anglo-nizozemske vojne.

## Otoki
- Saint Croix (nizozemsko Sint Kruis): Prvič utrjen s strani WIC leta 1625, to je bilo istega leta, ko se je Britanija želela tam uveljaviti. Francoski protestanti so se pridružili Nizozemcem. V tem obdobju so Nizozemci zasedli vzhodno stran otoka, Britanci pa zahodno. Leta 1650 je bila trdnjava po spopadu z Angleži opuščena. Nizozemski kolonisti so se preselili na Sveti Evstahij. Britanci so tistega leta izgubili otok v korist Španije.
- Sveti Tomaž : WIC je na njem ustanovila trgovsko postajo leta 1657. Danska Zahodnoindijska družba je prevzela nadzor leta 1672, vendar je nizozemska prisotnost vztrajala prek najema Brandenburške družbe od leta 1685 do 1754, ko je Danska ponovno odkupila Brandenburški najem.
- Tortola : WIC je leta 1648  na otoku odprla uspešno trgovsko postojanko. Leta 1665 so majhno skupino nizozemskih naseljencev in afriških sužnjev prepeljali na otok, da bi gojili sladkorni trs. Anglija je otok osvojila leta 1672.
- Anegada : Tukaj je bila trgovska postaja do leta 1680, več podatkov ni znanih. Po tem je ta otok postal angleška posest.
- Deviška Gorda : Leta 1628 so tukaj odprli postojanko. Leta 1680 so ga pridobili Britanci.

## Ostanki nizozemske okupacije
Do sredine 20. stoletja se je na otokih govoril nizozemski kreolski jezik - Negerhollands - zlasti ljudje, katerih predniki so bili sužnji, in tisti, ki so delali na nizozemskih plantažah. Še vedno je videti nekaj ruševin, otok Jost Van Dyke pa je poimenovan po nizozemskem piratu.